# Список призерів Кубків Європи з метань
Цей список включає призерів Кубків Європи з метань в межах особистої та командної першості за всі роки проведення цих змагань.
Вперше змагання були проведені 2001 року.
Починаючи з 2007 року, переможці почали визначатись також і серед молоді (атлетів віком до 23 років).
2020 року Кубок не проводився через пандемію коронавірусної хвороби.

## Особиста першість

### Чоловіки

#### Дорослі

##### Штовхання ядра
| Кубок | Золото                                      | Срібло                                   | Бронза                           |
| ----- | ------------------------------------------- | ---------------------------------------- | -------------------------------- |
| 2001  | Мануель Мартінес Іспанія                    | Паоло даль Сольйо Італія                 | Георге Гушет Румунія             |
| 2002  | Мануель Мартінес Іспанія                    | Рютгер Сміт Нідерланди                   | Лешек Слива Польща               |
| 2003  | Рютгер Сміт Нідерланди                      | Іван Юшков Росія                         | Петер Зак Німеччина              |
| 2004  | Рютгер Сміт Нідерланди                      | Мирослав Водовник Словенія               | Григорій Панфілов Росія          |
| 2005  | Рютгер Сміт Нідерланди                      | Георге Гушет Румунія                     | Мануель Мартінес Іспанія         |
| 2006  | Георге Гушет Румунія                        | Томаш Маєвський Польща                   | Павло Соф'їн Росія               |
| 2007  | Юрій Білоног Україна                        | Павло Лижин Білорусь                     | Дмитро Гончарук Білорусь         |
| 2008  | Рютгер Сміт Нідерланди                      | Марку Фортеш Португалія                  | Хамза Алич Боснія і Герцеговина  |
| 2009  | Лайош Кюрті Угорщина                        | Мануель Мартінес Іспанія                 | Неджад Мулабегович Хорватія      |
| 2010  | Асмір Колашинаць Сербія                     | Лайош Кюрті Угорщина                     | Марку Фортеш Португалія          |
| 2011  | Хамза Алич Боснія і Герцеговина             | Марку Фортеш Португалія                  | Сослан Циріхов Росія             |
| 2012  | Марку Фортеш Португалія                     | Асмір Колашинаць Сербія                  | Борха Вівас Іспанія              |
| 2013  | Борха Вівас Іспанія                         | Георгій Іванов Болгарія                  | Андрій Семенов Україна           |
| 2014  | Олександр Лєсной Росія                      | Марку Фортеш Португалія                  | Георгій Іванов Болгарія          |
| 2015  | Борха Вівас Іспанія                         | Лейф Арреніус Швеція                     | Карлос Тобаліна Іспанія          |
| 2016  | Андрей Гаг Румунія                          | Цанко Арнаудов Португалія                | Себастьяно Б'янкетті Італія      |
| 2017  | Месуд Пезер Боснія і Герцеговина            | Карлос Тобаліна Іспанія                  | Франсішку Белу Португалія        |
| 2018  | Олександр Лєсной Допущені нейтральні атлети | Міхал Гаратик Польща                     | Месуд Пезер Боснія і Герцеговина |
| 2019  | Франсішку Белу Португалія                   | Максим Афонін Допущені нейтральні атлети | Боб Бертемес Люксембург          |
| 2021  | Андрей Тоадер Румунія                       | Франсішку Белу Португалія                | Скотт Лінкольн Велика Британія   |
| 2022  | Зейн Вейр Італія                            | Нік Понціо Італія                        | Маркус Томсен Норвегія           |
| 2023  | Роман Кокошко Україна                       | Боб Бертемес Люксембург                  | Зейн Вейр Італія                 |
| 2024  | Зейн Вейр Італія                            | Скотт Лінкольн Велика Британія           | Месуд Пезер Боснія і Герцеговина |
| 2025  | Нік Понціо Італія                           | Сілас Рістль Німеччина                   | Єспер Арбінге Швеція             |

##### Метання диска
| Кубок | Золото                            | Срібло                            | Бронза                         |
| ----- | --------------------------------- | --------------------------------- | ------------------------------ |
| 2001  | Тімо Томпурі Фінляндія            | Анджей Кравчик Польща             | Олександр Боричевський Росія   |
| 2002  | Давід Мартінес Іспанія            | Олександр Боричевський Росія      | Рютгер Сміт Нідерланди         |
| 2003  | Герд Кантер Естонія               | Маріо Пестано Іспанія             | Йонел Опря Румунія             |
| 2004  | Герд Кантер Естонія               | Маріо Пестано Іспанія             | Рютгер Сміт Нідерланди         |
| 2005  | Герд Кантер Естонія               | Мате Габор Угорщина               | Рютгер Сміт Нідерланди         |
| 2006  | Пйотр Малаховський Польща         | Маріо Пестано Іспанія             | Герд Кантер Естонія            |
| 2007  | Герд Кантер Естонія               | Пйотр Малаховський Польща         | Ерджумент Олгунденіз Туреччина |
| 2008  | Герд Кантер Естонія               | Роберт Гартінг Німеччина          | Рютгер Сміт Нідерланди         |
| 2009  | Герд Кантер Естонія               | Франк Касаньяс Іспанія            | Ерік Каде Нідерланди           |
| 2010  | Маркус Мюнх Німеччина             | Маріо Пестано Іспанія             | Сергіу Урсу Румунія            |
| 2011  | Ерджумент Олгунденіз Туреччина    | Ерік Каде Нідерланди              | Сергіу Урсу Румунія            |
| 2012  | Ерік Каде Нідерланди              | Ерджумент Олгунденіз Туреччина    | Рютгер Сміт Нідерланди         |
| 2013  | Данієль Ясинські Німеччина        | Віргіліюс Алекна Литва            | Ерік Каде Нідерланди           |
| 2014  | Віктор Бутенко Росія              | Ерік Каде Нідерланди              | Крістоф Гартінг Німеччина      |
| 2015  | Мартін Куппер Естонія             | Андрюс Гудзюс Литва               | Віктор Бутенко Росія           |
| 2016  | Аксель Герстедт Швеція            | Мартін Куппер Естонія             | Микита Нестеренко Україна      |
| 2017  | Лукас Вайсгайдінгер Австрія       | Андрюс Гудзюс Литва               | Мартін Куппер Естонія          |
| 2018  | Данієль Штоль Швеція              | Сімон Петтерссон Швеція           | Янош Гусак Угорщина            |
| 2019  | Філіп Міланов Бельгія             | Крістоф Гартінг Німеччина         | Мартін Куппер Естонія          |
| 2021  | Гусак Янош Угорщина               | Гудні Гуднасон Ісландія           | Марек Барта Чехія              |
| 2022  | Крістьян Чех Словенія             | Данієль Штоль Швеція              | Сімон Петтерссон Швеція        |
| 2023  | Крістьян Чех Словенія             | Алін Александру Фірфіріке Румунія | Мартін Маркович Хорватія       |
| 2024  | Алін Александру Фірфіріке Румунія | Сімон Петтерссон Швеція           | Данієль Ясинські Німеччина     |
| 2025  | Генрік Янссен Німеччина           | Крістьян Чех Словенія             | Мартинас Алекна Литва          |

##### Метання молота
| Кубок | Золото                   | Срібло                          | Бронза                                        |
| ----- | ------------------------ | ------------------------------- | --------------------------------------------- |
| 2001  | Давід Шоссінан Франція   | Владислав Піскунов Україна      | Александрос Пападімітріу Греція               |
| 2002  | Олексій Загорний Росія   | Александрос Пападімітріу Греція | Милослав Конопка Словаччина                   |
| 2003  | Нікола Віццоні Італія    | Александрос Пападімітріу Греція | Ілля Коновалов Росія                          |
| 2004  | Крістіан Парш Угорщина   | Ешреф Апак Туреччина            | Александрос Пападімітріу Греція               |
| 2005  | Іван Тихон Білорусь      | Олексій Загорний Росія          | Ілля Коновалов Росія                          |
| 2006  | Шимон Зюлковський Польща | Вадим Херсонцев Росія           | Дмитро Шако Білорусь                          |
| 2007  | Прімож Козмус Словенія   | Іван Тихон Білорусь             | Ешреф Апак Туреччина                          |
| 2008  | Марко Лінгва Італія      | Крістіан Парш Угорщина          | Дмитро Шако Білорусь                          |
| 2009  | Крістіан Парш Угорщина   | Марко Лінгва Італія             | Нікола Віццоні Італія                         |
| 2010  | Нікола Віццоні Італія    | Юрій Шаюнов Білорусь            | Олексій Загорний Росія                        |
| 2011  | Крістіан Парш Угорщина   | Юрій Шаюнов Білорусь            | Олексій Сокирський Україна                    |
| 2012  | Кирило Іконников Росія   | Сергій Коломоєць Білорусь       | Криштоф Немет Угорщина                        |
| 2013  | Крістіан Парш Угорщина   | Павел Файдек Польща             | Маркус Ессер Німеччина                        |
| 2014  | Павел Файдек Польща      | Крістіан Парш Угорщина          | Денис Лук'янов Росія                          |
| 2015  | Крістіан Парш Угорщина   | Павел Файдек Польща             | Сергій Маргієв Молдова                        |
| 2016  | Крістіан Парш Угорщина   | Сергій Коломоєць Білорусь       | Марко Лінгва Італія                           |
| 2017  | Кантен Біго Франція      | Павло Борейша Білорусь          | Сімоне Фаллоні Італія                         |
| 2018  | Павел Файдек Польща      | Марцел Ломницький Словаччина    | Озкан Балтаджі Туреччина                      |
| 2019  | Кантен Біго Франція      | Міхаїл Анастасакіс Греція       | Євген Коротовський Допущені нейтральні атлети |
| 2021  | Ешреф Апак Туреччина     | Кріс Беннетт Велика Британія    | Янн Шоссінан Франція                          |
| 2022  | Бенце Халас Угорщина     | Хав'єр Сьєнфуегос Іспанія       | Рагнар Карлссон Швеція                        |
| 2023  | Бенце Халас Угорщина     | Томас Мардал Норвегія           | Янн Шоссінан Франція                          |
| 2024  | Михайло Кохан Україна    | Бенце Халас Угорщина            | Христос Францескакіс Греція                   |
| 2025  | Бенце Халас Угорщина     | Володимир Мисливчук Чехія       | Томас Мардал Норвегія                         |

##### Метання списа
| Кубок | Золото                     | Срібло                          | Бронза                         |
| ----- | -------------------------- | ------------------------------- | ------------------------------ |
| 2001  | Петер Бланк Німеччина      | Грегор Геглер Австрія           | Б'єрн Ланге Німеччина          |
| 2002  | Олександр Іванов Росія     | Штефан Венк Німеччина           | Маріан Бокор Словаччина        |
| 2003  | Крістіан Ніколай Німеччина | Олександр Іванов Росія          | Домінік Посе Франція           |
| 2004  | Вадим Василевський Латвія  | Айнарс Ковальс Латвія           | Тєему Вірккала Фінляндія       |
| 2005  | Олександр Іванов Росія     | Ігор Сухомлинов Росія           | Мануель Нау Німеччина          |
| 2006  | Ігор Яник Польща           | Владислав Шкурлатов Росія       | Айнарс Ковальс Латвія          |
| 2007  | Ігор Сухомлинов Росія      | Магнус Арвідссон Швеція         | Айнарс Ковальс Латвія          |
| 2008  | Ілля Коротков Росія        | Штефан Штедінг Німеччина        | Міхкель Кукк Естонія           |
| 2009  | Тіно Гебер Німеччина       | Міхкель Кукк Естонія            | Мервін Лаквелл Велика Британія |
| 2010  | Ілля Коротков Росія        | Олександр П'ятниця Україна      | Павел Ракочі Польща            |
| 2011  | Зигизмундс Сірмайс Латвія  | Олександр П'ятниця Україна      | Валерій Йордан Росія           |
| 2012  | Фатіх Аван Туреччина       | Дмитро Тарабін Росія            | Рісто Мятас Естонія            |
| 2013  | Зигизмундс Сірмайс Латвія  | Томас Релер Німеччина           | Рісто Мятас Естонія            |
| 2014  | Зигизмундс Сірмайс Латвія  | Томас Релер Німеччина           | Рісто Мятас Естонія            |
| 2015  | Валерій Йордан Росія       | Томас Релер Німеччина           | Фатіх Аван Туреччина           |
| 2016  | Володимир Козлов Білорусь  | Норберт Бонвеккьйо Італія       | Зигизмундс Сірмайс Латвія      |
| 2017  | Джуліан Вебер Німеччина    | Роберто Бертоліні Італія        | Параскевас Бацаваліс Греція    |
| 2018  | Йоганнес Феттер Німеччина  | Бернхард Зайферт Німеччина      | Март тен Берге Нідерланди      |
| 2019  | Матія Краньц Словенія      | Норберт Рівас-Тот Угорщина      | Мауро Фрарессо Італія          |
| 2021  | Йоганнес Феттер Німеччина  | Андріан Мардаре Молдова         | Павло Мелешко Білорусь         |
| 2022  | Александру Новак Румунія   | Патрікс Гайлумс Латвія          | Роберто Орландо Італія         |
| 2023  | Леандру Рамуш Португалія   | Дагб'ятур Даді Йонссон Ісландія | Ману Кіхера Іспанія            |
| 2024  | Артур Фельфнер Україна     | Александру Новак Румунія        | Йоанніс Кіріацис Греція        |
| 2025  | Йоанніс Кіріаціс Греція    | Джованні Фраттіні Італія        | Ципріан Мжиглуд Польща         |

#### Молодь

##### Штовхання ядра
| Кубок | Золото                           | Срібло                           | Бронза                     |
| ----- | -------------------------------- | -------------------------------- | -------------------------- |
| 2007  | Лука Руєвич Сербія               | Лайош Кюрті Угорщина             | Данієль Англєс Іспанія     |
| 2008  | Кюрті Лайош Угорщина             | Нікола Кишанич Хорватія          | Віктор Самолюк Україна     |
| 2009  | Олександр Буланов Росія          | Георгіос Геромаркакіс Греція     | Нік Петерсен Данія         |
| 2010  | Костянтин Лядусов Росія          | Сергій Бахар Білорусь            | Станіслав Сегеда Україна   |
| 2011  | Сергій Бахар Білорусь            | Дмитро Савицький Україна         | Марін Премеру Хорватія     |
| 2012  | Марін Премеру Хорватія           | Дмитро Савицький Україна         | Максим Афонін Росія        |
| 2013  | Данієль Штоль Швеція             | Данієль Фуртула Чорногорія       | Максим Афонін Росія        |
| 2014  | Фредерік Даже Франція            | Месуд Пезер Боснія і Герцеговина | Мартін Новак Чехія         |
| 2015  | Месуд Пезер Боснія і Герцеговина | Кшиштоф Бжозовський Польща       | Андрей Тоадер Румунія      |
| 2016  | Осман Джан Оздеведжі Туреччина   | Патрик Мюллер Німеччина          | Карл Коха Естонія          |
| 2017  | Осман Джан Оздеведжі Туреччина   | Патрик Мюллер Німеччина          | Маркус Томсен Норвегія     |
| 2018  | Маркус Томсен Норвегія           | Патрик Мюллер Німеччина          | Леонардо Фаббрі Італія     |
| 2019  | Георгій Мужарідзе Грузія         | Олег Томашевич Білорусь          | Альперен Карахан Туреччина |
| 2021  | Дмитро Карпук Білорусь           | Одіссей Музенідіс Греція         | Альперен Карахан Туреччина |
| 2022  | Альперен Караган Туреччина       | Мухамет Рамадані Косово          | Маттейс Молс Нідерланди    |
| 2023  | Мухамет Рамадані Косово          | Ерік Майгефер Німеччина          | Ріккардо Феррара Італія    |
| 2024  | Мухамет Рамадані Косово          | Лукас Шобер Німеччина            | Алі Пекер Туреччина        |
| 2025  | Тіціан Лаурія Німеччина          | Ярно ван Дален Нідерланди        | Мійка Лахтонен Фінляндія   |

##### Метання диска
| Кубок | Золото                            | Срібло                            | Бронза                            |
| ----- | --------------------------------- | --------------------------------- | --------------------------------- |
| 2007  | Дмитро Існюк Україна              | Сергій Грибков Росія              | Міхай Грасу Румунія               |
| 2008  | Микола Седюк Росія                | Іван Гришин Україна               | Сергій Роганов Білорусь           |
| 2009  | Іван Гришин Україна               | Микола Седюк Росія                | Бретт Морс Велика Британія        |
| 2010  | Іван Гришин Україна               | Марін Премеру Хорватія            | Гордон Вольф Німеччина            |
| 2011  | Микита Нестеренко Україна         | Бретт Морс Велика Британія        | Марін Премеру Хорватія            |
| 2012  | Даніель Фуртула Чорногорія        | Едуардо Альбертацці Італія        | Данієль Штоль Швеція              |
| 2013  | Даніель Фуртула Чорногорія        | Микита Нестеренко Україна         | Едуардо Альбертацці Італія        |
| 2014  | Даніель Фуртула Чорногорія        | Данієль Штоль Швеція              | Олександр Кіріа Росія             |
| 2015  | Мартін Маркович Хорватія          | Себастьян Шеффель Німеччина       | Алін Александру Фірфіріке Румунія |
| 2016  | Сімон Петтерссон Швеція           | Алін Александру Фірфіріке Румунія | Домантас Пошка Литва              |
| 2017  | Алін Александру Фірфіріке Румунія | Гудні Гуднасон Ісландія           | Домантас Пошка Литва              |
| 2018  | Мартін Маркович Хорватія          | Віктор Трус Білорусь              | Якоб Гардентранс Швеція           |
| 2019  | Крістьян Чех Словенія             | Євген Богуцький Білорусь          | Руслан Валітов Україна            |
| 2021  | Євген Богуцький Білорусь          | Гіоргос Коніаракіс Кіпр           | Том Ро Франція                    |
| 2022  | Мартинес Алекна Литва             | Осман Куль Туреччина              | Рубен Рольвінк Нідерланди         |
| 2023  | Стівен Ріхтер Німеччина           | Михайло Брудін Україна            | Енріко Саккомано Італія           |
| 2024  | Стівен Ріхтер Німеччина           | Михайло Брудін Україна            | Рубен Рольвінк Нідерланди         |
| 2025  | Стівен Ріхтер Німеччина           | Маркос Морено Іспанія             | Ярно ван Дален Нідерланди         |

##### Метання молота
| Кубок | Золото                     | Срібло                      | Бронза                       |
| ----- | -------------------------- | --------------------------- | ---------------------------- |
| 2007  | Андрій Азаренков Росія     | Олексій Сокирський Україна  | Немет Криштоф Угорщина       |
| 2008  | Юрій Шаюнов Білорусь       | Немет Криштоф Угорщина      | Петрі Мяттеля Фінляндія      |
| 2009  | Юрій Шаюнов Білорусь       | Анатолій Поздняков Росія    | Дмитро Миколайчук Україна    |
| 2010  | Хав'єр Сьєнфуегос Іспанія  | Андрій Мартинюк Україна     | Олексій Кочнєв Росія         |
| 2011  | Сергій Коломоєць Білорусь  | Ейвін Генріксен Норвегія    | Андрій Мартинюк Україна      |
| 2012  | Ейвін Генріксен Норвегія   | Андрій Мартинюк Україна     | Павло Борейша Білорусь       |
| 2013  | Кантен Біго Франція        | Гуді Акош Угорщина          | Сергій Маргієв Молдова       |
| 2014  | Кантен Біго Франція        | Євген Коротовський Росія    | Педро Хосе Мартін Іспанія    |
| 2015  | Бенце Пастор Угорщина      | Юрій Васильченко Білорусь   | Озкан Балтаджі Туреччина     |
| 2016  | Озкан Балтаджі Туреччина   | Бенце Халас Угорщина        | Матія Грегурич Хорватія      |
| 2017  | Олексій Михайлов Німеччина | Бенце Халас Угорщина        | Володимир Мисливчук Україна  |
| 2018  | Бенце Халас Угорщина       | Володимир Мисливчук Україна | Альберто Гонсалес Іспанія    |
| 2019  | Михайло Кохан Україна      | Бенце Халас Угорщина        | Олександр Шиманович Білорусь |
| 2021  | Пінос Францескакіс Греція  | Давід Пілат Польща          | Рубен Антунеш Португалія     |
| 2022  | Михайло Кохан Україна      | Мерлін Гуммель Німеччина    | Джорджіо Олів'єрі Італія     |
| 2023  | Михайло Кохан Україна      | Давід Пілат Польща          | Халіл Їлмазер Туреччина      |
| 2024  | Давід Пілат Польща         | Йосиф Кесидіс Кіпр          | Орестіс Дусакіс Греція       |
| 2025  | Йосиф Кесидіс Кіпр         | Міклош Чеке Угорщина        | Йоанніс Коракідіс Греція     |

##### Метання списа
| Кубок | Золото                       | Срібло                       | Бронза                              |
| ----- | ---------------------------- | ---------------------------- | ----------------------------------- |
| 2007  | Роман Авраменко Україна      | Олексій Товарнов Росія       | Мелік Джаноян Вірменія              |
| 2008  | Роман Авраменко Україна      | Арі Манніо Фінляндія         | Томас Смет Бельгія                  |
| 2009  | Мікко Канкаанпяа Фінляндія   | Роман Авраменко Україна      | Фатіх Аван Туреччина                |
| 2010  | Томас Смет Бельгія           | Роман Авраменко Україна      | Ларс Гаманн Німеччина               |
| 2011  | Фатіх Аван Туреччина         | Дмитро Косинський Україна    | Дмитро Тарабін Росія                |
| 2012  | Олександр Ничипорчук Україна | Яка Мухар Словенія           | Валерій Йордан Росія                |
| 2013  | Валерій Йордан Росія         | Олександр Ничипорчук Україна | Деян Мілеуснич Боснія і Герцеговина |
| 2014  | Максим Богдан Україна        | Ян Кубеш Чехія               | Єгор Єрмошин Росія                  |
| 2015  | Матія Мухар Словенія         | Йонас Боневіт Німеччина      | Олександр Козловський Білорусь      |
| 2016  | Джуліан Вебер Німеччина      | Норберт Рівас-Тот Угорщина   | Емін Онджель Туреччина              |
| 2017  | Андріан Мардаре Молдова      | Норберт Рівас-Тот Угорщина   | Йонас Боневіт Німеччина             |
| 2018  | Александру Новак Румунія     | Норберт Рівас-Тот Угорщина   | Ципрян Мжиглюд Польща               |
| 2019  | Олексій Котковець Білорусь   | Ципрян Мжиглюд Польща        | Александру Новак Румунія            |
| 2021  | Теураїтераї Тупая Франція    | Павло Сосимович Білорусь     | Топіас Лайне Фінляндія              |
| 2022  | Теурайтераї Тупая Франція    | Леандру Рамуш Португалія     | Дьйордь Герцег Угорщина             |
| 2023  | Артур Фельфнер Україна       | Ленні Бріссо Франція         | Дьйордь Герцег Угорщина             |
| 2024  | Джованні Фраттіні Італія     | Мухаммет Зенгін Туреччина    | Влад Александру Турку Румунія       |
| 2025  | Нік Тумм Німеччина           | Лучо Клаудіо Віска Італія    | Ойзен Джойс Ірландія                |

### Жінки

#### Дорослі

##### Штовхання ядра
| Кубок | Золото                           | Срібло                      | Бронза                        |
| ----- | -------------------------------- | --------------------------- | ----------------------------- |
| 2001  | Віта Павлиш Україна              | Лариса Пелешенко Росія      | Людмила Сечко Росія           |
| 2002  | Віта Павлиш Україна              | Ассунта Леньянте Італія     | Ірина Худорошкіна Росія       |
| 2003  | Ірина Худорошкіна Росія          | Анна Романова Росія         | Крістіана Чеккі Італія        |
| 2004  | Надін Кляйнерт Німеччина         | Ассунта Леньянте Італія     | Лоранс Манфреді Франція       |
| 2005  | Ольга Рябінкіна Росія            | Ассунта Леньянте Італія     | Крістін Мартен Німеччина      |
| 2006  | Наталія Хоронеко Білорусь        | Ольга Рябінкіна Росія       | Надін Кляйнерт Німеччина      |
| 2007  | Петра Ламмерт Німеччина          | Ассунта Леньянте Італія     | К'яра Роза Італія             |
| 2008  | Ассунта Леньянте Італія          | Анна Омарова Росія          | К'яра Роза Італія             |
| 2009  | Анка Хелтне Румунія              | К'яра Роза Італія           | Анна Омарова Росія            |
| 2010  | Анна Омарова Росія               | Жозефін Терлецькі Німеччина | Ірина Тарасова Росія          |
| 2011  | Олена Копець Білорусь            | Джессіка Серіваль Франція   | К'яра Роза Італія             |
| 2012  | Надін Кляйнерт Німеччина         | Жозефін Терлецькі Німеччина | Анна Авдєєва Росія            |
| 2013  | Олена Копець Білорусь            | Ірина Тарасова Росія        | Радослава Мавродієва Болгарія |
| 2014  | Олена Копець Білорусь            | Юлія Леонтюк Білорусь       | Ірина Тарасова Росія          |
| 2015  | Юлія Леонтюк Білорусь            | Аніта Мартон Угорщина       | К'яра Роза Італія             |
| 2016  | Олена Абрамчук (Копець) Білорусь | Джессіка Серіваль Франція   | Маркета Червенкова Чехія      |
| 2017  | Аніта Мартон Угорщина            | Джессіка Серіваль Франція   | Юлія Леонтюк Білорусь         |
| 2018  | Аніта Мартон Угорщина            | Альона Дубицька Білорусь    | Дімітряна Сурду Молдова       |
| 2019  | Фанні Рос Швеція                 | Дімітряна Сурду Молдова     | Аніта Мартон Угорщина         |
| 2021  | Сара Гамбетта Німеччина          | Альона Дубицька Білорусь    | Емель Дерелі Туреччина        |
| 2022  | Оріоль Донгмо Португалія         | Джессіка Схілдер Нідерланди | Фанні Рос Швеція              |
| 2023  | Джессіка Інчуде Португалія       | Ємісі Огунлеє Німеччина     | Сара Леннман Швеція           |
| 2024  | Джессіка Схілдер Нідерланди      | Джулія Ріттер Німеччина     | Еліана Бандейра Португалія    |
| 2025  | Джессіка Інчуде Португалія       | Катаріна Майш Німеччина     | Марія Белен Тойміль Іспанія   |

##### Метання диска
| Кубок | Золото                     | Срібло                     | Бронза                                   |
| ----- | -------------------------- | -------------------------- | ---------------------------------------- |
| 2001  | Ніколета Грасу Румунія     | Олена Антонова Україна     | Меліна Робер-Мішон Франція               |
| 2002  | Валентина Іванова Росія    | Вікторія Бойко Україна     | Наталія Амплєєва Росія                   |
| 2003  | Тереза Машаду Португалія   | Вікторія Бойко Україна     | Стиліані Цикуна Греція                   |
| 2004  | Франка Дітч Німеччина      | Наталія Садова Росія       | Меліна Робер-Мішон Франція               |
| 2005  | Наталія Садова Росія       | Ніколета Грасу Румунія     | Яна Тухольке Німеччина                   |
| 2006  | Віолетта Потемпа Польща    | Оксана Єсипчук Росія       | Ніколета Грасу Румунія                   |
| 2007  | Франка Дітч Німеччина      | Меліна Робер-Мішон Франція | Наталія Семенова Україна                 |
| 2008  | Ніколета Грасу Румунія     | Меліна Робер-Мішон Франція | Драгана Томашевич Сербія                 |
| 2009  | Ніколета Грасу Румунія     | Жанета Глянц Польща        | Вера Бегич Хорватія                      |
| 2010  | Надін Мюллер Німеччина     | Жанета Глянц Польща        | Ніколета Грасу Румунія                   |
| 2011  | Олеся Короткова Росія      | Ніколета Грасу Румунія     | Віра Ганєєва Росія                       |
| 2012  | Надін Мюллер Німеччина     | Меліна Робер-Мішон Франція | Наталія Стратулат Молдова                |
| 2013  | Надін Мюллер Німеччина     | Меліна Робер-Мішон Франція | Драгана Томашевич Сербія                 |
| 2014  | Меліна Робер-Мішон Франція | Анна Рю Німеччина          | Драгана Томашевич Сербія                 |
| 2015  | Надін Мюллер Німеччина     | Меліна Робер-Мішон Франція | Іріна Родрігеш Португалія                |
| 2016  | Меліна Робер-Мішон Франція | Полін Пусс Франція         | Елішка Станкова Чехія                    |
| 2017  | Меліна Робер-Мішон Франція | Драгана Томашевич Сербія   | Хрисула Ананьйостопулу Греція            |
| 2018  | Надін Мюллер Німеччина     | Іріна Родрігеш Португалія  | Юлія Мальцева Допущені нейтральні атлети |
| 2019  | Шаніс Крафт Німеччина      | Надін Мюллер Німеччина     | Іріна Родрігеш Португалія                |
| 2021  | Ліліана Ка Португалія      | Іріна Родрігеш Португалія  | Шаніс Крафт Німеччина                    |
| 2022  | Дейзі Осакуе Італія        | Ліза Брікс Педерсен Данія  | Ліліана Ка Португалія                    |
| 2023  | Шаніс Крафт Німеччина      | Ліліана Ка Португалія      | Меліна Робер-Мішон Франція               |
| 2024  | Іріна Родрігеш Португалія  | Шаніс Крафт Німеччина      | Меліна Робер-Мішон Франція               |
| 2025  | Ванесса Камга Швеція       | Ліліана Ка Португалія      | Маріке Штайнакер Німеччина               |

##### Метання молота
| Кубок | Золото                      | Срібло                      | Бронза                      |
| ----- | --------------------------- | --------------------------- | --------------------------- |
| 2001  | Ольга Кузенкова Росія       | Мануела Монтебрюн Франція   | Лоррейн Шоу Велика Британія |
| 2002  | Зузанне Кайль Німеччина     | Ванія Сілва Португалія      | Лоррейн Шоу Велика Британія |
| 2003  | Мануела Монтебрюн Франція   | Міхаела Мелінте Румунія     | Ольга Кузенкова Росія       |
| 2004  | Андреа Буньєс Німеччина     | Ширлі Вебб Велика Британія  | Сіні Пеюрю Фінляндія        |
| 2005  | Івана Брклячич Хорватія     | Міхаела Мелінте Румунія     | Ольга Кузенкова Росія       |
| 2006  | Каміла Сколімовська Польща  | Гульфія Ханафеєва Росія     | Мануела Монтебрюн Франція   |
| 2007  | Мануела Монтебрюн Франція   | Тетяна Лисенко Росія        | Естер Балассіні Італія      |
| 2008  | Аніта Влодарчик Польща      | Бетті Гайдлер Німеччина     | Катрін Клас Німеччина       |
| 2009  | Аніта Влодарчик Польща      | Бетті Гайдлер Німеччина     | Сільвія Саліс Італія        |
| 2010  | Бетті Гайдлер Німеччина     | Сільвія Саліс Італія        | Тетяна Лисенко Росія        |
| 2011  | Тетяна Лисенко Росія        | Бетті Гайдлер Німеччина     | Стефані Фальзон Франція     |
| 2012  | Тетяна Лисенко Росія        | Стефані Фальзон Франція     | Катержина Шафранкова Чехія  |
| 2013  | Катрін Клас Німеччина       | Трейсі Андерссон Швеція     | Йоанна Фьодоров Польща      |
| 2014  | Йоанна Фьодоров Польща      | Єва Орбан Угорщина          | Катрін Клас Німеччина       |
| 2015  | Йоанна Фьодоров Польща      | Александра Таверньє Франція | Бетті Гайдлер Німеччина     |
| 2016  | Заліна Петрівська Молдова   | Александра Таверньє Франція | Бетті Гайдлер Німеччина     |
| 2017  | Александра Таверньє Франція | Катрін Клас Німеччина       | Іда Сторм Швеція            |
| 2018  | Анна Малищик Білорусь       | Александра Таверньє Франція | Мальвіна Копрон Польща      |
| 2019  | Анна Малищик Білорусь       | Йоанна Фьодоров Польща      | Ірина Климець Україна       |
| 2021  | Мальвіна Копрон Польща      | Аніта Влодарчик Польща      | Александра Таверньє Франція |
| 2022  | Александру Таверньє Франція | Лаура Редондо Іспанія       | Сара Фантіні Італія         |
| 2023  | Сара Фантіні Італія         | Б'янка Гелбер Румунія       | Катрін Кох Якобсен Данія    |
| 2024  | Катрін Кох Якобсен Данія    | Б'янка Гелбер Румунія       | Сара Фантіні Італія         |
| 2025  | Сілья Косонен Фінляндія     | Роз Лога Франція            | Сара Фантіні Італія         |

##### Метання списа
| Кубок | Золото                      | Срібло                        | Бронза                        |
| ----- | --------------------------- | ----------------------------- | ----------------------------- |
| 2001  | Тетяна Шиколенко Росія      | Ана Мірела Цермуре Румунія    | Клаудія Козлович Італія       |
| 2002  | Клаудія Козлович Італія     | Валерія Забрускова Росія      | Дерте Фрідріх Німеччина       |
| 2003  | Штеффі Неріус Німеччина     | Оксана Громова Росія          | Катерина Івакіна Росія        |
| 2004  | Валерія Забрускова Росія    | Штеффі Неріус Німеччина       | Катерина Івакіна Росія        |
| 2005  | Штеффі Неріус Німеччина     | Лада Чернова Росія            | Марія Абакумова Росія         |
| 2006  | Марайке Ріттвег Німеччина   | Лада Чернова Росія            | Мерседес Чілья Іспанія        |
| 2007  | Штеффі Неріус Німеччина     | Голді Сеєрс Велика Британія   | Захра Бані Італія             |
| 2008  | Голді Сеєрс Велика Британія | Мартіна Ратей Словенія        | Захра Бані Італія             |
| 2009  | Мооніка Аава Естонія        | Асдіс Г'яльмсдоуттір Ісландія | Катаріна Молітор Німеччина    |
| 2010  | Мартіна Ратей Словенія      | Лінда Шталь Німеччина         | Асдіс Г'яльмсдоуттір Ісландія |
| 2011  | Ганна Гацько Україна        | Естер Айзенлауер Німеччина    | Асдіс Г'яльмсдоуттір Ісландія |
| 2012  | Мартіна Ратей Словенія      | Голді Сеєрс Велика Британія   | Марина Максимова Росія        |
| 2013  | Марія Абакумова Росія       | Віра Ребрик Україна           | Лінда Шталь Німеччина         |
| 2014  | Лінда Шталь Німеччина       | Катаріна Молітор Німеччина    | Мартіна Ратей Словенія        |
| 2015  | Мартіна Ратей Словенія      | Лінда Шталь Німеччина         | Катаріна Молітор Німеччина    |
| 2016  | Крістін Гуссонг Німеччина   | Ліна Музе Латвія              | Асдіс Г'яльмсдоуттір Ісландія |
| 2017  | Мартіна Ратей Словенія      | Асдіс Г'яльмсдоуттір Ісландія | Крістін Гуссонг Німеччина     |
| 2018  | Зігрід Борге Норвегія       | Крістін Гуссонг Німеччина     | Катаріна Молітор Німеччина    |
| 2019  | Тетяна Холодович Білорусь   | Крістін Гуссонг Німеччина     | Еда Тугсуз Туреччина          |
| 2021  | Марія Андрейчик Польща      | Крістін Гуссонг Німеччина     | Тетяна Холодович Білорусь     |
| 2022  | Ліна Музе Латвія            | Вікторія Гадсон Австрія       | Марія Вученович Сербія        |
| 2023  | Еліна Дженго Греція         | Марія Вученович Сербія        | Адріана Вілагош Сербія        |
| 2024  | Маріє-Терезе Обст Норвегія  | Адріана Вілагош Сербія        | Еда Тугсуз Туреччина          |
| 2025  | Адріана Вілагош Сербія      | Сігрід Борге Норвегія         | Сара Колак Хорватія           |

#### Молодь

##### Штовхання ядра
| Кубок | Золото                         | Срібло                         | Бронза                        |
| ----- | ------------------------------ | ------------------------------ | ----------------------------- |
| 2007  | Анна Авдєєва Росія             | Олена Копець Білорусь          | Жозефін Терлецькі Німеччина   |
| 2008  | Ірина Тарасова Росія           | Олена Копець Білорусь          | Катрін Тіммерманс Бельгія     |
| 2009  | Мелісса Букельман Нідерланди   | Олена Копець Білорусь          | Аніта Мартон Угорщина         |
| 2010  | Альона Дубицька Білорусь       | Мелісса Букельман Нідерланди   | Аніта Мартон Угорщина         |
| 2011  | Аніта Мартон Угорщина          | Євгенія Колодко Росія          | Софі Клеберг Німеччина        |
| 2012  | Софі Клеберг Німеччина         | Ольга Голодна Україна          | Емель Дерелі Туреччина        |
| 2013  | Емель Дерелі Туреччина         | Софі Мак-Кінна Велика Британія | Фаб'єнн Нгома Франція         |
| 2014  | Емель Дерелі Туреччина         | Шаніс Крафт Німеччина          | Вікторія Колб Білорусь        |
| 2015  | Емель Дерелі Туреччина         | Наталія Тронєва Росія          | Вікторія Колб Білорусь        |
| 2016  | Фанні Рос Швеція               | Роз Шарон П'єр-Луї Франція     | Олена Пасєчник Білорусь       |
| 2017  | Фанні Рос Швеція               | Олена Пасєчник Білорусь        | Адель Ніколл Велика Британія  |
| 2018  | Катаріна Майш Німеччина        | Сідні Джамп'єтро Італія        | Еліана Бандейра Португалія    |
| 2019  | Йорінде ван Клінкен Нідерланди | Віолетта Вейланд Угорщина      | Ешлі Болонья Франція          |
| 2021  | Пінар Акйоль Туреччина         | Акселіна Йоханссон Швеція      | Аманда Нганду-Нтумба Франція  |
| 2022  | Пінар Акйоль Туреччина         | Аманда Нганду-Нтумба Франція   | Юле Штоєр Німеччина           |
| 2023  | Серена Вінсент Велика Британія | Емілія Кангас Фінляндія        | Ніна Чіома Ндубуїсі Німеччина |
| 2024  | Зузанна Масляна Польща         | Мілен Аммон Німеччина          | Анастасія Драгомирова Греція  |
| 2025  | Пінар Акйоль Туреччина         | Анна Муші Італія               | Марія Рафаїліду Греція        |

##### Метання диска
| Кубок | Золото                          | Срібло                          | Бронза                          |
| ----- | ------------------------------- | ------------------------------- | ------------------------------- |
| 2007  | Надін Мюллер Німеччина          | Катерина Карсак Україна         | Ліліана Ка Португалія           |
| 2008  | Іден Френсіс Велика Британія    | Йонела Вартоломей Румунія       | Тетяна Копитова Росія           |
| 2009  | Іден Френсіс Велика Британія    | Катерина Шишкіна Україна        | Іріна Родрігеш Португалія       |
| 2010  | Сандра Перкович Хорватія        | Іріна Родрігеш Португалія       | Анастасія Каштанова Білорусь    |
| 2011  | Катерина Строкова Росія         | Аніта Мартон Угорщина           | Анастасія Каштанова Білорусь    |
| 2012  | Сандра Перкович Хорватія        | Іріна Родрігеш Португалія       | Юлія Курило Україна             |
| 2013  | Шаніс Крафт Німеччина           | Іріна Родрігеш Португалія       | Юлія Курило Україна             |
| 2014  | Шаніс Крафт Німеччина           | Юлія Курило Україна             | Ельчин Кая Туреччина            |
| 2015  | Крістін Пуденц Німеччина        | Кароліна Макуль Польща          | Вероніка Дом'ян Словенія        |
| 2016  | Вероніка Дом'ян Словенія        | Салла Сіппонен Фінляндія        | Олександра Ємельянова Молдова   |
| 2017  | Клодіне Віта Німеччина          | Вероніка Дом'ян Словенія        | Олександра Ємельянова Молдова   |
| 2018  | Марія Толь Хорватія             | Вероніка Дом'ян Словенія        | Емі Холдер Велика Британія      |
| 2019  | Марія Толь Хорватія             | Ванесса Камга Швеція            | Йорінде ван Клінкен Нідерланди  |
| 2021  | Озлем Беджерек Туреччина        | Аманда Нганду-Нтумба Франція    | Аннесофі Нільсен Данія          |
| 2022  | Аманда Нганду-Нтумба Франція    | Аліда ван Дален Нідерланди      | Антонія Кінцель Німеччина       |
| 2023  | Лотта Флатум Норвегія           | Емілі Конте Італія              | Марі-Жозе Бовель Лінака Франція |
| 2024  | Озлем Беджерек Туреччина        | Марі-Жозе Бовель Лінака Франція | Емілі Конте Італія              |
| 2025  | Марі-Жозе Бовель Лінака Франція | Анна Гавіган Ірландія           | Лея Борк Німеччина              |

##### Метання молота
| Кубок | Золото                                   | Срібло                                   | Бронза                          |
| ----- | ---------------------------------------- | ---------------------------------------- | ------------------------------- |
| 2007  | Марія Смолячкова Білорусь                | Б'янка Періє Румунія                     | Доротея Габазин Хорватія        |
| 2008  | Марія Беспалова Росія                    | Марина Маргієва Молдова                  | Лена Сольвін Фінляндія          |
| 2009  | Заліна Маргієва Молдова                  | Б'янка Періє Румунія                     | Барбара Шпілер Словенія         |
| 2010  | Дженні Озорай Угорщина                   | Барбара Шпілер Словенія                  | Йоанна Фьодоров Польща          |
| 2011  | Б'янка Періє Румунія                     | Софі Гітчон Велика Британія              | Джессіка Геасем Франція         |
| 2012  | Б'янка Періє Румунія                     | Аліна Кострова Білорусь                  | Ганна Скидан Україна            |
| 2013  | Александра Таверньє Франція              | Альона Шамотіна Україна                  | Анна Зинчук Білорусь            |
| 2014  | Мальвіна Копрон Польща                   | Альона Шамотіна Україна                  | Барбара Шпілер Словенія         |
| 2015  | Олена Соболєва Білорусь                  | Альона Шамотіна Україна                  | Алексія Сєдих Франція           |
| 2016  | Анна Малищик (Зинчук) Білорусь           | Река Дьюрац Угорщина                     | Марінда Петерссон Швеція        |
| 2017  | Марінда Петерссон Швеція                 | Река Дьюрац Угорщина                     | Альона Шамотіна Україна         |
| 2018  | Река Дьюрац Угорщина                     | Софія Палкіна Допущені нейтральні атлети | Катажина Фурманек Польща        |
| 2019  | Софія Палкіна Допущені нейтральні атлети | Анастасія Маслова Білорусь               | Беатріс Недберге Лляно Норвегія |
| 2021  | Єва Розанська Польща                     | Сесілія Дезідері Італія                  | Катрін Кох Якобсен Данія        |
| 2022  | Єва Рожанська Польща                     | Шарлотт Пейн Велика Британія             | Елізабет Рунарсдоттір Ісландія  |
| 2023  | Валерія Іваненко-Кириліна Україна        | Нікола Тутілл Ірландія                   | Ракеле Морі Італія              |
| 2024  | Тея Лефман Швеція                        | Нікола Тутілл Ірландія                   | Аада Коппелі Фінляндія          |
| 2025  | Нікола Тутілл Ірландія                   | Тея Лефман Швеція                        | Айлін Кун Німеччина             |

##### Метання списа
| Кубок | Золото                    | Срібло                       | Бронза                        |
| ----- | ------------------------- | ---------------------------- | ----------------------------- |
| 2007  | Марія Абакумова Росія     | Сінта Озолиня Латвія         | Лінда Шталь Німеччина         |
| 2008  | Марія Абакумова Росія     | Марія Негойце Румунія        | Івана Вукович Хорватія        |
| 2009  | Віра Ребрик Україна       | Елізабет Еберль Австрія      | Татьяна Єлача Сербія          |
| 2010  | Віра Ребрик Україна       | Татьяна Єлача Сербія         | Санні Утріайнен Фінляндія     |
| 2011  | Віра Ребрик Україна       | Лійна Лаасма Естонія         | Санні Утріайнен Фінляндія     |
| 2012  | Санні Утріайнен Фінляндія | Любов Жаткіна Росія          | Катерина Дерун Україна        |
| 2013  | Ганна Хабіна Україна      | Катерина Старигіна Росія     | Тетяна Холодович Білорусь     |
| 2014  | Лійна Лаасма Естонія      | Сара Колак Хорватія          | Пресцилла Лекурьє Франція     |
| 2015  | Крістін Гуссонг Німеччина | Катерина Старигіна Росія     | Марцеліна Вітек Польща        |
| 2016  | Сігрід Борге Норвегія     | Сара Колак Хорватія          | Аранча Морено Іспанія         |
| 2017  | Сара Колак Хорватія       | Еда Тугсуз Туреччина         | Сігрід Борге Норвегія         |
| 2018  | Еда Тугсуз Туреччина      | Анна Тарасюк Білорусь        | Аліна Шух Україна             |
| 2019  | Сара Дзабаріно Італія     | Олександра Коньшина Білорусь | Джеральдін Рукштуль Швейцарія |
| 2021  | Адріана Вілагош Сербія    | Юлія Валтанен Фінляндія      | Карина Буткевич Білорусь      |
| 2022  | Адріана Вілагош Сербія    | Кая Петерсен Норвегія        | Юлія Валтанен Фінляндія       |
| 2023  | Вероніка Шокота Хорватія  | Петра Січакова Чехія         | Есра Тюркмен Туреччина        |
| 2024  | Жад Мараваль Франція      | Емілія Карелл Фінляндія      | Маргерита Рандаццо Італія     |
| 2025  | Петра Сичакова Чехія      | Мір'я Лукас Німеччина        | Рабіє Чичек Туреччина         |

## Командна першість

### Чоловіки

#### Дорослі
| Кубок | Золото | Срібло | Бронза |
| ----- | --- | --- | --- |
| 2001  | Італія Паоло даль Сольйо Марко Додоні Дієго Фортуна Крістіано Андреї Нікола Віццоні Лоріс Паолуцці Армін Керер Альберто Дезідеріо                 | Франція Ів Ніаре Тома Кентель Жан-Клод Ретель Жан-Батіст Тірселан Давід Шоссінан Ніколя Фігер Лоран Дорік Домінік Позе             | |
| 2002  | Росія Олександр Сальников Іван Юшков Олександр Боричевський Ілля Костін Олексій Загорний Вадим Херсонцев Олександр Іванов Олександр Барановський  | Німеччина Анді Діттмар Детлеф Бок Гольгер Клозе Беньямін Борушевський Міхаель Лішка Гайнріх Зайтц Штефан Венк Б'єрн Ланге          | Італія Паоло даль Сольйо Марко Додоні Стефано Ломатер Дієго Фортуна Нікола Віццоні Марко Феліче Франческо Піньята Альберто Дезідеріо Джанлука Джульянеллі |
| 2003  | Німеччина Петер Зак Міхаель Мертенс Міхаель Лішка Торстен Шмідт Маркус Ессер Карстен Кобс Крістіан Ніколай Марсел Плаутц                          | Росія Іван Юшков Євген Козлов Олександр Боричевський Юрій Сеськін Ілля Коновалов Юрій Воронкін Олександр Іванов Ігор Сухомлинов    | Італія Серджіо Моттін Паоло Каппоні Дієго Фортуна Ганнес Кірхлер Нікола Віццоні Марко Лінгва Франческо Піньята Альберто Дезідеріо                         |
| 2004  | Росія Григорій Панфілов Антон Любославський В'ячеслав Івашкін Сергій Ляхов Ілля Коновалов Юрій Воронкін Володимир Чижов Ігор Сухомлинов           | Німеччина Петер Зак Детлеф Бок Міхаель Лішка Роберт Гартінг Маркус Ессер Єнс Раутенкранц Штефан Венк Мануель Нау                   | Італія Марко Додоні Маттео Сграццутті Крістіано Андреї Стефано Ломатер Нікола Віццоні Лоріс Паолуцці Франческо Піньята Альберто Дезідеріо                 |
| 2005  | Росія Павло Соф'їн Іван Юшков Богдан Пищальников Олександр Боричевський Олексій Загорний Ілля Коновалов Олександр Іванов Ігор Сухомлинов          | Німеччина Анді Діттмар Петер Зак Роберт Гартінг Торстен Шмідт Маркус Ессер Гольгер Клозе Мануель Нау Марсел Плаутц                 | Італія Марко Додоні Паоло Каппоні Ганнес Кірхлер Стефано Ломатер Марко Лінгва Нікола Віццоні Франческо Піньята Алессандро Баудоне                         |
| 2006  | Росія Павло Соф'їн Іван Юшков Станіслав Алексеєв В'ячеслав Івашкін Вадим Херсонцев Ігор Вініченко Владислав Шкурлатов Ігор Сухомлинов             | Італія Паоло Каппоні Марко Додоні Крістіано Андреї Ганнес Кірхлер Марко Лінгва Нікола Віццоні Франческо Піньята Алессандро Баудоне | Польща Томаш Маєвський Лешек Слива Пйотр Малаховський Анджей Кравчик Шимон Зюлковський Мацей Палишко Ігор Яник                                            |
| 2007  | Росія Сослан Цирихов Олександр Боричевський Ігор Вініченко Ігор Сухомлинов                                                                        | Білорусь Павло Лижин Дмитро Гончарук Руслан Хлибов Дмитро Сіваков Іван Тихон Павло Кривицький Вадим Євтухович Олександр Ашомко     | Україна Юрій Білоног Андрій Семенов Кирило Чупринін Сергій Пругло Євген Виноградов Олег Стаценко Олександр Тертичний                                      |
| 2008  | Німеччина Марко Шмідт Роберт Гартінг Єнс Раутенкранц Маркус Ессер Штефан Штедінг                                                                  | Росія Антон Любославський Богдан Пищальников Ігор Вініченко Ілля Коротков                                                          | Білорусь Андрій Синяков Руслан Хлибов Дмитро Шако Володимир Козлов                                                                                        |
| 2009  | Німеччина Марко Шмідт Саша Гердт Маркус Мюнх Єнс Раутенкранц Свен Мезнер Тіно Гебер Мануель Нау                                                   | Іспанія Мануель Мартінес Борха Вівас Франк Касаньяс Хосе Педро Куеста Фернандес Хав'єр Сьєнфуегос Рафаель Бараса Густаво Дакаль    | Росія Сослан Цирихов Богдан Пищальников Олексій Загорний Олексій Товарнов                                                                                 |
| 2010  | Росія Сослан Цирихов Олександр Греков Станіслав Алексеєв Гліб Сидорченко Олексій Загорний Анатолій Поздняков Ілля Коротков Ігор Сухомлинов        | Німеччина Канді Бауер Маркус Мюнх Єнс Раутенкранц Свен Мезнер Тіно Гебер                                                           | Україна Дмитро Савицький Сергій Пругло Олексій Сокирський Роман Авраменко Олександр П'ятниця                                                              |
| 2011  | Росія Сослан Цирихов Дмитро Лобиня Богдан Пищальников Микола Седюк Кирило Іконніков Анатолій Поздняков Валерій Йордан Ігор Сухомлинов             | Україна Андрій Бородкін Олексій Семенов Олексій Сокирський Олександр П'ятниця                                                      | Італія Марко ді Маджіо Джованні Фалочі Нікола Віццоні Леонардо Готтардо                                                                                   |
| 2012  | Росія Сослан Цирихов Валерій Кокоєв Гліб Сидорченко Олександр Кіріа Кирило Іконніков Анатолій Поздняков Тарабін Дмитро Сергійович Ігор Сухомлинов | Італія Паоло даль Сольйо Джованні Фалочі Нікола Віццоні Лоренцо Павельяно Норберт Бонвеккіо                                        | Естонія Крісто Галета Мартін Куппер Генро Паас Рісто Мятас                                                                                                |
| 2013  | Німеччина Ральф Бартельс Гендрік Мюллер Данієль Ясинські Маркус Ессер Томас Релер                                                                 | Росія Валерій Кокоєв Олександр Буланов Микола Седюк Олександр Кіріа Денис Лук'янов Олексій Товарнов                                | Іспанія Борха Вівас Карлос Тобаліна Франк Касаньяс Хосе Педро Куеста Фернандес Хав'єр Сьєнфуегос Ісаак Вісенте Хорді Санчес Фернандес                     |
| 2014  | Росія Олександр Лєсной Максим Сидоров Віктор Бутенко Магомед Магомедов Денис Лук'янов Анатолій Поздняков Ігор Сухомлинов Олександр Харитонов      | Білорусь Павло Лижин (ядро, диск) Сергій Коломоєць Олександр Ашомко                                                                | Італія Данієле Сеччі Паоло даль Сольйо Ганнес Кірхлер Джованні Фалочі Нікола Віццоні Сімоне Фаллоні Норберт Бонвеккіо Антоніо Фент                        |
| 2015  | Росія Костянтин Лядусов Віктор Бутенко Денис Лук'янов Кирило Іконніков Герман Комаров Валерій Йордан                                              | Італія Данієле Сеччі Федеріко Аполлоні Джованні Фалочі Нікола Віццоні Норберт Бонвеккіо Роберто Бертоліні                          | Естонія Крісто Галета Мартін Куппер Март Олман Рісто Мятас                                                                                                |
| 2016  | Білорусь Михайло Абрамчук Сергій Роганов Сергій Коломоєць Олег Дубицький Володимир Козлов                                                         | Італія Себастьяно Б'янкетті Джованні Фалочі Федеріко Аполлоні Марко Лінгва Сімоне Фаллоні Норберт Бонвеккіо Антоніо Фент           | Україна Віктор Самолюк Микита Нестеренко Андрій Мартинюк Микола Шама                                                                                      |
| 2017  | Італія Данієле Сеччі Ганнес Кірхлер Сімоне Фаллоні Марко Лінгва Роберто Бертоліні Мауро Фрарессо                                                  | Україна Віктор Самолюк Микита Нестеренко Андрій Мартинюк Олександр Ничипорчук                                                      | Іспанія Борха Вівас Карлос Тобаліна Лоїс Майкель Мартінес Хав'єр Сьєнфуегос Ману Кіхера                                                                   |
| 2018  | Україна Микита Нестеренко Гліб Піскунов Микола Калюш Віктор Самолюк                                                                               | Іспанія Лойс Мартінес Педро Хосе Мартін Одель Хайнага Борха Вівас Франк Касаньяс Хав'єр Сінфуегос Алехандро Ногуера                | Італія Федеріко Аполлоні Марко Лінгва Мауро Фрарессо Себастьяно Б'янкетті Джованні Фалочі Сімоне Фаллоні                                                  |
| 2019  | Польща Бартломей Стуй Аркадіуш Роговський Бартош Осевський Якуб Шишковський Давід Костев Ян Пароль                                                | Італія Джованні Фалочі Марко Лінгва Мауро Фрарессо Леонардо Фаббрі Роберто Бертоліні                                               | Україна Микита Нестеренко Сергій Регеда Олександр Ничипорчук Ігор Мусієнко                                                                                |
| 2021  | Німеччина Денніс Левке Давід Вробель Трістан Швандке Йоганнес Феттер                                                                              | Польща Якуб Шишковський Роберт Урбанек Павел Файдек Ципріан Мжиглуд Себастьян Лукшо Бартоломей Стуй Марцин Вротинський             | Білорусь Олег Томашевич Гліб Жук Юрій Васильченко Павло Мелешко Олексій Котковець                                                                         |
| 2022  | Італія Зейн Вейр Наццарено ді Марко Сімоне Фаллоні Роберто Орландо Нік Понціо Джованні Фалочі Мауро Фрарессо                                      | Польща Якуб Шишковський Оскар Стачник Давід Пілат Давід Вегнер Роберт Урбанек                                                      | Румунія Андрей Тоадер Алін Александру Фірфіріке Міхайта Андрей Міку Александру Новак                                                                      |
| 2023  | Іспанія Карлос Тобаліна Ясьєль Сотеро Хав'єр Сьєнфуегос Ману Кіхера Дієго Касас Ніколас Кіхера                                                    | Португалія Франсішку Белу Емануель Соуза Рубен Антунеш Леандру Рамуш Едужозе Соуза Ліма Антоніу Вітал е Сілва Іліріу Назаре        | Франція Янн Мойзан Том Ро Янн Шоссінан Лукас Мутард Жан-Баптіст Брюксель                                                                                  |
| 2024  | Румунія Андрей Тоадер Алін Александру Фірфіріке Драгос Йонут Нікорічі Александру Новак                                                            | Німеччина Денніс Лукас Данієль Ясинські Зерен Клозе Макс Денінг Мерлін Гуммель                                                     | Іспанія Карлос Тобаліна Дієго Касас Альберто Гонсалес Пабло Костас Хосе Анхель Пінедо Ману Кіхера                                                         |
| 2025  | Німеччина Сілас Рістль Генрік Янссен Мерлін Гуммель Макс Денінг Ерік Майхефер Клеменс Прюфер                                                      | Італія Нік Понціо Алессіо Маннуччі Джорджо Олів'єрі Джованні Фраттіні Енріко Саккомано Роберто Орландо                             | Іспанія Хосе Анхель Пінедо Дієго Касас Кевін Арреага Ману Кіхера Ясьєль Сотеро Пабло Костас                                                               |

#### Молодь
| Кубок | Золото                                                                         | Срібло                                                                                    | Бронза                                                                      |
| ----- | ------------------------------------------------------------------------------ | ----------------------------------------------------------------------------------------- | --------------------------------------------------------------------------- |
| 2007  | Росія Андрій Азаренков Сергій Грибков Олександр Греков Олексій Товарнов        | Україна Віктор Самолюк Дмитро Існюк Олексій Сокирський Роман Авраменко                    | Німеччина Канді Бауер Мартін Віріг Андреас Занер Франц Бургхаген            |
| 2008  | Україна Віктор Самолюк Іван Гришин Дмитро Миколайчук Роман Авраменко           | Росія Максим Сидоров Микола Седюк Анатолій Поздняков В'ячеслав Янков                      | Німеччина Канді Бауер Маркус Мюнх Свен Меснер Фабіан Гайнеманн              |
| 2009  | Україна Станіслав Сегеда Іван Гришин Дмитро Миколайчук Роман Авраменко         | Росія Олександр Буланов Микола Седюк Анатолій Поздняков Сергій Громов                     | Фінляндія Ніко Гаугія Йоні Маттіля Арно Лайтінен Мікко Міко Канкаанпяа      |
| 2010  | Україна Станіслав Сегеда Іван Гришин Андрій Мартинюк Роман Авраменко           | Росія Костянтин Лядусов Микола Седюк Олексій Кочнєв Кирило Кодуков                        | Німеччина Маріо Лабіш Гордон Вольф Ріхард Ольбріх Ларс Гаманн               |
| 2011  | Україна Дмитро Савицький Микита Нестеренко Андрій Мартинюк Дмитро Косинський   | Росія Максим Афонін Михайло Дворников Олексій Кочнєв Дмитро Тарабін                       | Фінляндія Томас Седерлунд Вілле Ківіоя Кай Рясянен Сампо Лехтола            |
| 2012  | Україна Дмитро Савицький Дмитро Поздняков Андрій Мартинюк Олександр Ничипорчук | Росія Максим Афонін Євген Талановський Олексій Кочнєв Валерій Йордан                      | Білорусь Михайло Абрамчук Артем Жук Павло Барейша Павло Мелешко             |
| 2013  | Росія Максим Афонін Віктор Бутенко Євген Коротовський Валерій Йордан           | Франція Фредерік Даже Лолассон Джуан Кантен Біго Кілліан Дюрешу                           | Україна Микола Багач Микита Нестеренко Сергій Регеда Олександр Ничипорчук   |
| 2014  | Росія Максим Афонін Олександр Кіріа Євген Коротовський Єгор Єрмошин            | Франція Фредерік Даже Деан-нік Аллен Кантен Біго Кілліан Дюрешу                           | Німеччина Денніс Левке Себастьян Шеффель Трістан Швандке Йоганнес Феттер    |
| 2015  | Польща Кшиштоф Бжозовський Войтех Прачик Аркадіуш Роговський Кацпер Олещук     | Німеччина Бодо Гедер Себастьян Шеффель Нільс Лінднер Йонас Боневіт                        | Росія Артем Подольський Олександр Добренький Андрій Романов Ілля Шаповалов  |
| 2016  | Німеччина Патрік Мюллер Тоні Зойке Сімон Ланг Джуліан Вебер                    | Угорщина Раковський Тібор Каплар Янош Халас Бенце Рівас-Тот Норберт                       | Туреччина Осман Джан Оздеведжі Туна Джейлан Озкан Балтаджі Емін Онджель     |
| 2017  | Німеччина Патрік Мюллер Геннінг Прюфер Олексій Михайлов Йонас Боневіт          | Туреччина Осман Джан Оздеведжі Юсуф Ялчинкая Толгахан Явуз Емін Енджел                    | Україна Роман Кокошко Владислав Подавалов Володимир Мисливчук Назар Міщенко |
| 2018  | Італія Джуліо Анеза Джакомо Прозерпіо Джованні Белліні Леонардо Фаббрі         | Україна Іван Поваляшко Володимир Мисливчук Олександр Козубський Роман Кокошко             | Білорусь Віктор Трус Олександр Шиманович Валерій Ізотов Олег Томашевич      |
| 2019  | Білорусь Євген Богуцький Олександр Шиманович Олексій Котковець Олег Томашевич  | Україна Руслан Валітов Михайло Кохан Павло Палій Артем Левченко                           | Франція Жордан Геазейм (ядро, диск) Енгерран Декруа Люкас Мутард            |
| 2021  | Білорусь Дмитро Карпук Євген Богуцький Денис Шабасов Павло Сосимович           | Франція Ервін Абду Том Ро Уго Таверньє Теураїтераї Тупая                                  | Польща Пйотр Гоздзевич Войцех Марок Давід Пілат Давід Вегнер                |
| 2022  | Німеччина Джоель Акуе Магнус Ціммерманн Мерлін Гуммель Ерік Франк              | Італія Рікардо Феррара Енріко Саккомано Джорджіо Олів'єрі Мікеле Фіна                     | Туреччина Альперен Караган Осман Куль Галіль Їльмазер Мухаммет Зенгін       |
| 2023  | Німеччина Ерік Майгефер Стівен Ріхтер Зерен Клозе Моріц Морштайн               | Україна Станіслав Чирва Михайло Брудін Михайло Кохан Артур Фельфнер                       | Туреччина Нух Болат Енес Чанкая Халіл Їлмазер Огюзхан Уста                  |
| 2024  | Німеччина Лукас Шобер Стівен Ріхтер Торбен Шапер Якоб Еберлер                  | Туреччина Алі Пекер Берк Сансой Емре Чифтчі Мухаммет Зенгін                               | Чехія Томаш Прохазка Ян Свозіл Ян Долежалек Ян Вишка                        |
| 2025  | Німеччина Тіціан Лаурія Стівен Ріхтер Кай Гурих Нік Тумм                       | Італія Еммануель Сегонд Мусумарі Стефано Мармонті Філіппо Марія Якокка Лучо Клаудіо Віска | Туреччина Алі Пекер Ясін Мехмет Їльмаз Емре Чифтчі Мухаммет Ханіфі Зенгін   |

### Жінки

#### Дорослі
| Кубок | Золото | Срібло | Бронза |
| ----- | --- | --- | --- |
| 2001  | Росія Лариса Пелешенко Людмила Сечко Валентина Іванова Наталія Амплеєва Ольга Кузенкова Алла Давидова Тетяна Шиколенко Лада Чернова          | Україна Вікторія Павлиш Олена Дементій Олена Антонова Вікторія Бойко Ірина Секачова Наталія Куницька Лілія Аполосова Людмила Гаманюк          | Франція Лоранс Манфреді Наталія Лісовська Меліна Робер-Мішон Крістель Борніль Мануела Монтебрюн Аделін Дюпюї Сара Вальтер Надін Озей-Шеллькопф |
| 2002  | Росія Ірина Худорошкіна Людмила Сечко Валентина Іванова Наталія Амплеєва Олена Конєвцова Олена Кисельова Валерія Забрускова Катерина Івакіна | Італія Ассунта Леньянте Крістіана Чеккі Аньєзе Маффеїс Джорджія Барателла Кларісса Кларетті Естер Балассіні Клаудія Козлович Елізабетта Марін | Україна Вікторія Павлиш Оксана Захарчук Вікторія Бойко Олена Антонова Ірина Секачова Марина Резанова Тетяна Ляхович Людмила Гаманюк            |
| 2003  | Росія Ірина Худорошкіна Ганна Романова Ольга Чернявська Наталія Амплеєва Ольга Кузенкова Гульфія Ханафеєва Оксана Громова Катерина Івакіна   | Німеччина Надін Кант Катя Кроль (ядро, диск) Іна Райбер Зузанне Кайль Андреа Буньєс Штеффі Неріус Яна Войтковська                             | Італія Крістіана Чеккі Ассунта Леньянте Аньєзе Маффеїс Джорджія Барателла Кларісса Кларетті Естер Балассіні Елізабетта Марін Захра Бані        |
| 2004  | Німеччина Надін Кляйнерт Надін Кант Франка Дітч Яна Тухольке Андреа Буньєс Бетті Гайдлер Штеффі Неріус Дерте Барбі-Фрідріх                   | Італія Ассунта Леньянте Крістіана Чеккі Аньєзе Маффеїс Джорджія Барателла Кларісса Кларетті Естер Балассіні Клаудія Козлович Елізабетта Марін | Росія Оксана Чибісова Наталія Садова Ольга Чернявська Гульфія Ханафеєва Тетяна Лисенко Валерія Забрускова Катерина Івакіна                     |
| 2005  | Росія Ольга Рябінкіна Ольга Іванова Наталія Садова Оксана Тучак Ольга Кузенкова Катерина Хороших Лада Чернова Марія Абакумова                | Німеччина Крістін Мартен Крістіна Шваніц Яна Тухольке Сабіне Румпф Бетті Гайдлер Андреа Буньєс Штеффі Неріус Вівіан Ціммер                    | Італія Ассунта Леньянте К'яра Роза Джорджія Барателла Лаура Бордіньйон Кларісса Кларетті Естер Балассіні Клаудія Козлович Елізабетта Марін     |
| 2006  | Росія Ольга Рябінкіна Ольга Іванова Оксана Єсипчук Ольга Ольшевська Гульфія Ханафеєва Олена Рігерт Лада Чернова Марія Яковенко               | Італія К'яра Роза Крістіана Чеккі Лаура Бордіньйон Джорджія Годіно Кларісса Кларетті Естер Балассіні Захра Бані Сільвія Карлі                 | Румунія Анка Гелтне Елена Гіле Ніколета Грасу Ілеана Сореску Міхаела Мелінте Б'янка Флорентіна Періє Моніка Стоян Теодора Петрас               |
| 2007  | Німеччина Петра Ламмерт Франка Дітч Яна Тухольке Катрін Клас Зузанне Кайль Штеффі Неріус Марайке Ріттвег                                     | Італія Ассунта Леньянте К'яра Роза Крістіана Чеккі Лаура Бордіньйон Естер Балассіні Кларісса Кларетті Захра Бані Клаудія Козлович             | Білорусь Юлія Леонтюк Тетяна Ілющенко Ольга Черногорова Дарія Пчельник Надія Павлюковська Марина Новик Наталія Шимчук                          |
| 2008  | Італія Ассунта Леньянте К'яра Роза Крістіана Чеккі Лаура Бордіньйон Сільвія Саліс Естер Балассіні Захра Бані Клаудія Козлович                | Німеччина Крістіна Шваніц Сабіне Румпф Бетті Гайдлер Катрін Клас Катаріна Молітор Франциска Кребс                                             | Румунія Елена Гіле Сімона Неата Ніколета Грасу Міхаела Мелінте Б'янка Флорентіна Періє Фелічія Циля-Молдован Моніка Стоян                      |
| 2009  | Румунія Анка Гелтне Ніколета Грасу Ідеана Сореску Міхаела Мелінте Моніка Стоян Марія Ніколета Негойце                                        | Італія К'яра Роза Ассунта Леньянте Лаура Бордіньйон Валентина Анібаллі Сільвія Саліс Кларісса Кларетті Захра Бані                             | Німеччина Йозефіне Терлецькі Надін Мюллер Сабіне Румпф Бетті Гайдлер Катрін Клас Катаріна Молітор Марайке Ріттвег                              |
| 2010  | Німеччина Йозефіне Терлецькі Крістіна Шваніц Надін Мюллер Сабіне Румпф Бетті Гайдлер Катрін Клас Лінда Шталь Марайке Ріттвег                 | Росія Анна Омарова Ірина Тарасова Наталія Садова Катерина Строкова Тетяна Лисенко Оксана Кондратьєва Любов Жаткіна                            | Італія Юлайка Ніколетті Лаура Бордіньйон Сільвія Саліс Кларісса Кларетті Захра Бані                                                            |
| 2011  | Німеччина Йозефіне Терлецькі Сабіне Румпф Ульріке Гіза Бетті Гайдлер Естер Айзенлауер                                                        | Росія Оксана Чибісова Людмила Морунова Олеся Короткова Віра Ганеєва Тетяна Лисенко Марія Беспалова Марина Максимова Вікторія Сударушкіна      | Франція Джессіка Серіваль Лаура Бордіньйон Стефані Фальзон Алексія Когут Кубяк Аннаель Фурньє                                                  |
| 2012  | Росія Анна Авдєєва Євгенія Соловйова Катерина Строкова Тетяна Лисенко Ніна Волкова Марина Максимова                                          | Франція Джессіка Серіваль Меліна Робер-Мішон Стефані Фальзон Александра Таверньє Матільд Андро                                                | Велика Британія Іден Френсіс (ядро, диск) Джейд Лаллі Сара Голт Голді Сеєрс                                                                    |
| 2013  | Росія Ірина Тарасова Катерина Строкова Олена Панова Анна Булгакова Марія Абакумова                                                           | Іспанія Урсула Руїс Сабіна Асенхо Лаура Редондо Берта Кастеллс Нойра Айда Бісет                                                               | Франція Джессіка Серіваль Меліна Робер-Мішон Джессіка Гуазем Алексія Сєдих Матільд Андро                                                       |
| 2014  | Німеччина Лена Урбаняк Анна Рю Катрін Клас Лінда Шталь Катаріна Молітор                                                                      | Росія Ірина Тарасова Юлія Мальцева Катерина Бурмістрова Ніна Волкова Любов Жаткіна Євгенія Ананченко                                          | Франція Джессіка Серіваль Фаб'єнн Дігар Меліна Робер-Мішон Александра Таверньє Матільд Андро                                                   |
| 2015  | Німеччина Леня Урбаняк Денізе Гінріхс Надін Мюллер Шаніс Крафт Бетті Гайдлер Катрін Клас Лінда Шталь Катаріна Молітор                        | Франція Джессіка Серіваль Меліна Робер-Мішон Полін Пусс Александра Таверньє Одре Сьйофані Матільд Андро                                       | Італія К'яра Роза Джулайка Ніколетті Стефанія Струмілло Валентина Анібаллі Сільвія Саліс Захра Бані Сара Джемай                                |
| 2016  | Франція Джессіка Серіваль Меліна Робер-Мішон Полін Пусс Александра Таверньє Матільд Андро                                                    | Чехія Маркета Червенкова Елішка Станькова Тереза Кралова Нікола Огроднікова                                                                   | Україна Світлана Марусенко Вікторія Клочко Наталія Золотухіна Катерина Ретіва                                                                  |
| 2017  | Франція Джессіка Серіваль Меліна Робер-Мішон Полін Пусс Александра Таверньє Матільд Андро Алексія Когут Кубяк                                | Німеччина Аліна Кенцель Крістін Пуденц Катрін Клас Крістін Гуссонг Катаріна Молітор                                                           | Україна Ольга Голодна Наталія Семенова Катерина Никита Ірина Климець Ганна Гацько-Федусова                                                     |
| 2018  | Німеччина Надін Мюллер Шарлін Войта Крістін Гуссонг Лена Урбаняк Крістін Пуденц Сюзен Кюстер Катаріна Молітор                                | Польща Дар'я Забавська Мальвіна Копрон Олександра Островська Клаудія Кардаш                                                                   | Україна Вікторія Клочко Альона Шамотіна Ганна Гацько-Федусова Ольга Голодна                                                                    |
| 2019  | Німеччина Шаніс Крафт Шарлін Войта Крістін Гуссонг Катаріна Майш Надін Мюллер Дана Берграт                                                   | Білорусь Олена Абрамчук Анна Малищик Тетяна Холодович Анастасія Коломієць Вікторія Єрмакова                                                   | Польща Лідія Августиняк Йоанна Фьодоров Марія Андрейчик Клаудія Кардаш Дар'я Забавська Катажина Фурманек                                       |
| 2021  | Польща Клаудія Кардаш Дар'я Забавська Мальвіна Копрон Марія Андрейчик Кароліна Урбан Аніта Влодарчик Клаудія Регін                           | Німеччина Сара Гамбетта Шаніс Крафт Саманта Борутта Крістін Гуссонг Катаріна Майш Кароліна Пезлер                                             | Білорусь Олена Дубицька Світлана Сєрова Анна Малищик Тетяна Холодович Олена Соболева Вікторія Богуцька                                         |
| 2022  | Велика Британія Амелія Стріклер Керсті Ло Кеті Гед Ребека Волтон Джессіка Мейхо                                                              | Італія Мартіна Карневале Дейзі Осакуе Сара Фантіні Кароліна Віска Стефані Струмілло Сесілія Дезідері                                          | Угорщина Аніта Мартон Дора Керекеш Река Дьюрац Аннабелла Богдан Віолетта Вейланд Ясмін Чатарі                                                  |
| 2023  | Німеччина Ємісі Огунлеє Шаніс Крафт Саманта Борутта Яна Марі Ловка Юле Штоєр Антонія Кінцель                                                 | Італія Монія Кантарелла Дейзі Осакуе Сара Фантіні Сара Джемаї Стефанія Струмілло Аджімон Паскаліне Адангегбе                                  | Франція Аманда Нганду-Нтумба (ядро, диск) Меліна Робер-Мішон Роз Лога Алізе Мінар Александра Таверньє                                          |
| 2024  | Німеччина Джулія Ріттер Шаніс Крафт Саманта Борутта Яна Марі Ловка Лея Рідель Маріке Штайнакер                                               | Португалія Еліана Бандейра Іріна Родрігеш Маріана Пестана Клаудія Феррейра Джессіка Інчуде Ліліана Ка                                         | Франція Аманда Нганду-Нтумба (ядро, диск) Меліна Робер-Мішон Роз Лога Алізе Мінар Александра Таверньє                                          |
| 2025  | Німеччина Катаріна Майш Маріке Штайнакер Саманта Борутта Вікторія Краузе Крістін Пуденц Мішель Вільмс                                        | Італія Сара Вертерамо Дейзі Осакуе Сара Фантіні Паола Падован Емілі Конте                                                                     | Франція Крістін Гаварен Меліна Робер-Мішон Роз Лога Жад Мараваль Александра Таверньє                                                           |

#### Молодь
| Кубок | Золото                                                                     | Срібло                                                                                | Бронза                                                                             |
| ----- | -------------------------------------------------------------------------- | ------------------------------------------------------------------------------------- | ---------------------------------------------------------------------------------- |
| 2007  | Росія Анна Авдєєва Світлана Іванова Марія Беспалова Марія Абакумова        | Німеччина Жозефін Терлецькі Надін Мюллер Мелані Мотценбекер Лінда Шталь               | Білорусь Олена Копець Анна Мозгунова Марія Смолячкова Марина Букса                 |
| 2008  | Росія Ірина Тарасова Тетяна Копитова Марія Беспалова Марія Абакумова       | не вручалась                                                                          | не вручалась                                                                       |
| 2009  | Україна Анна Самолюк Катерина Шишкіна Галина Каплун Віра Ребрик            | Білорусь Олена Копець Анастасія Каштанова Наталія Шаюнова Марина Букса                | Румунія Йонела Вартоломей (диск, ядро) Б'янка Періє Рамона Ангелас                 |
| 2010  | Україна Анна Самолюк Юлія Курило Галина Каплун Віра Ребрик                 | Білорусь Альона Дубицька Анастасія Каштанова Наталія Шаюнова Тетяна Холодович         | Росія Катерина Зюганова Віра Ганєєва Яна Клещевнікова Любов Жаткіна                |
| 2011  | Угорщина Аніта Мартон (ядро, диск) Фрусіна Фертіг Ванда Юхас               | Україна Галина Облещук Вікторія Клочко Ганна Скидан Віра Ребрик                       | Росія Євгенія Колодко Катерина Строкова Катерина Рябцева Олександра Спікіна        |
| 2012  | Україна Ольга Голодна Юлія Курило Ганна Скидан Катерина Дерун              | Німеччина Софі Клеберг Маріке Штайнакер Каролін Пезлер Сара Маєр                      | Росія Наталія Тронєва Катерина Бурмістрова Каріна Фролова Любов Жаткіна            |
| 2013  | Україна Вікторія Клочко Юлія Курило Альона Шамотіна Ганна Хабіна           | Франція Фаб'єнн Дігар Люсі Катуяр Александра Таверньє Пресцилла Лекурьє               | Росія Наталія Карпова (ядро, диск) Єлизавета Царьова Катерина Старигіна            |
| 2014  | Німеччина Шаніс Крафт (ядро, диск) Шарлін Войта Крістін Гуссонг            | Україна Вікторія Савицька Вікторія Клочко Альона Шамотіна Тетяна Фетіскіна            | Росія Наталія Тронєва Наталія Карпова Єлизавета Царьова Ольга Шестакова            |
| 2015  | Росія Наталія Тронєва Наталія Карпова Єлизавета Царьова Катерина Старигіна | Німеччина Лаура Джокайт Крістін Пуденц Шарлін Войта Крістін Гуссонг                   | Польща Клаудія Кардаш Кароліна Макуль Мальвіна Копрон Марцеліна Вітек              |
| 2016  | Угорщина Віолетта Вейланд Дора Керекеш Река Дьюрац Ангела Моравчик         | Німеччина Лаура Джокайт Джулі Гартвіг Софі Гіммлер Крістіне Вінклер                   | Україна Вікторія Савицька Катерина Никита Ірина Климець Тетяна Фетіскіна           |
| 2017  | Німеччина Катаріна Майш Клодіне Віта Софі Гіммлер Крістіне Вінклер         | Італія Сідні Джамп'єтро Джада Андреутті Сара Фантіні Паола Падован                    | Естонія Кятлін Пійрімяе (ядро, диск) Анна Марія Орел Мірелл Луйк                   |
| 2018  | Україна Карина Чередниченко Вікторія Сахно Аліна Шух Тетяна Кравченко      | Туреччина Озлем Беджерек Деніз Яйладжі Еда Тугсуз Сінем Їлдірім                       | Італія Мартіна Карневале Лючія Прінетті Андзалапая Кароліна Віска Сідні Джамп'єтро |
| 2019  | Україна Дар'я Гаркуша Юлія Кисильова Аліна Шух Тетяна Кравченко            | Польща Кароліна Урбан Олександра Смех Олександра Островська Кароліна Урбан            | Білорусь Єлизавета Дорц (ядро, диск) Анастасія Маслова Олександра Коньшина         |
| 2021  | Туреччина Пінар Акйоль Озлем Беджерек Дюнья Езгі Саян Мюневвер Ханджі      | Білорусь Аліна Нікітенко (ядро, диск) Маріола Букель Карина Буткевич                  | Польща Катрін Бжишковська Ніна Старух Єва Розанська Ангеліка Антоняк               |
| 2022  | Туреччина Пінар Акйоль Оздес Беджерек Дюнья Езгі Саян Езра Тюркмен         | Італія Анна Муші Бенедетта Бенедетті Ракеле Морі Федеріка Боттер                      | Польща Зузанна Масляна Ніна Старух Єва Рожанська Габрієла Андруконіс               |
| 2023  | Італія Анна Муші Емілі Конте Ракеле Морі Маргеріта Рандаццо                | Україна Марія Ларіна Марія Стрєлець Валерія Іваненко-Кириліна Еріка Лукач             | не вручалась                                                                       |
| 2024  | Італія Сара Вертерамо Емілі Конте Ракеле Морі Маргеріта Рандаццо           | Франція Леслі-Талезія Філітуулага Марі-Жозе Бовель Лінака Флорелла Фрейш Жад Мараваль | Німеччина Мілен Аммон Лея Борк Айлін Кун Алісса Йон                                |
| 2025  | Німеччина Гелена Копп Лея Борк Айлін Кун Мір'я Лукас                       | Франція Леслі-Талезія Філітуулага Марі-Жозе Бовель Лінака Флорелла Фрейш Леана Монці  | Іспанія Інес Лопес Ннека Наомі Езенва Андреа Салес Паола Родрігес                  |

### Змішана
2001 року, єдиний раз в історії змагань, підбивалися підсумки також у загальній (змішаній) класифікації після складання результатів чоловіків та жінок.
| Кубок | Золото | Срібло | Бронза |
| ----- | --- | --- | --- |
| 2001  | Росія Олександр Сальников Іван Юшков Олександр Боричевський Ілля Костін Олексій Загорний Ілля Коновалов Юрій Рибін Олександр Іванов Лариса Пелешенко Людмила Сечко Валентина Іванова Наталія Амплеєва Ольга Кузенкова Алла Давидова Тетяна Шиколенко Лада Чернова | Україна Юрій Білоног (ядро, диск) Роман Вірастюк Кирило Чупринін Владислав Піскунов Вадим Грабовий Олег Стаценко Віктор Міщук Вікторія Павлиш Олена Дементій Олена Антонова Вікторія Бойко Ірина Секачова Наталія Куницька Лілія Аполосова Людмила Гаманюк | Франція Ів Ніаре Тома Кентель Жан-Клод Ретель Жан-Батіст Тірселан Давід Шоссінан Ніколя Фігер Лоран Дорік Домінік Позе Лоранс Манфреді Наталія Лісовська Меліна Робер-Мішон Крістель Борніль Мануела Монтебрюн Аделін Дюпюї Сара Вальтер Надін Озей-Шеллькопф |